# Butterfield Lake (New York)
Der Butterfield Lake ist ein See im US-Bundesstaat New York. An seinem Ufer befindet sich der Ort Redwood.

## Fische
Der Butterfield Lake beherbergt eine ganze Reihe von Fischspezies. Dazu gehören unter anderem der Gemeine Sonnenbarsch, der Schwarzflecken-Sonnenbarsch, der Blaue Sonnenbarsch, der Forellenbarsch, der Schwarzbarsch, der Steinbarsch, der Glasaugenbarsch, der Amerikanische Flussbarsch der Hecht, der Kahlhecht, der Gemeine Knochenhecht, der Katzenwels, der Goldene Glanzfisch und der Weiße Saugkarpfen.